# Samuel Reardon
Samuel Reardon (* 30. Oktober 2003) ist ein britischer Leichtathlet, der im Sprint und Mittelstreckenlauf an den Start geht. 2024 gewann er bei den Olympischen Spielen in Paris zwei Bronzemedaillen in Staffelbewerben.

## Sportliche Laufbahn
Erste internationale Erfahrungen sammelte Samuel Reardon im Jahr 2021, als er bei den U20-Europameisterschaften in Tallinn mit der britischen 4-mal-400-Meter-Staffel in 3:05,25 min die Goldmedaille gewann. Im Jahr darauf belegte er mit der Staffel bei den Hallenweltmeisterschaften in Belgrad in 3:08,30 min den sechsten Platz. Im August belegte er bei den U20-Weltmeisterschaften in Cali in 1:48,33 min den fünften Platz im 800-Meter-Lauf und belegte in der Mixed-Staffel in 3:21,03 min den vierten Platz. 2023 gelangte er bei den Halleneuropameisterschaften in Istanbul mit 3:08,61 min auf Rang fünf im Staffelbewerb. Im Juli belegte er bei den U23-Europameisterschaften in Espoo in 1:47,06 min den fünften Platz über 800 Meter und gewann mit der Staffel in 3:03,12 min die Bronzemedaille hinter den Teams aus Italien und der Türkei. Im Jahr darauf gewann er bei den Olympischen Sommerspielen in Paris in 3:08,01 min gemeinsam mit Laviai Nielsen, Alex Haydock-Wilson und Amber Anning die Bronzemedaille in der Mixed-Staffel hinter den Teams aus den Niederlanden und den Vereinigten Staaten. Zudem verhalf er der Männerstaffel zum Finaleinzug und trug damit zum Gewinn der Bronzemedaille bei.
2023 wurde Reardon britischer Hallenmeister im 400-Meter-Lauf.

## Persönliche Bestleistungen
- 400 Meter: 44,70 s, 20. Juli 2024 in London
  - 400 Meter (Halle): 46,72 s, 26. Februar 2022 in Birmingham
- 800 Meter: 1:45,95 min, 14. Juli 2023 in Espoo
  - 800 Meter (Halle): 1:48,42 min, 4. Februar 2023 in Gent